# II liga polska w hokeju na lodzie (1980/1981)
II liga polska w hokeju na lodzie 1980/1981 – 26. sezon drugiego poziomu ligowego hokeja na lodzie w Polsce rozegrany na przełomie 1980 i 1981 roku.

## Formuła
W II lidze 1980/1981 wzięło udział 10 drużyn. Beniaminkami były zespoły Tarpana Poznań i Stilonu Gorzów, a spadkowiczem z I ligi GKS Katowice. Pierwotnie zdegradowany w ubiegłym sezonie 1979/1980 pozostał w II lidze po tym, jak z rozgrywek został wycofany GKS Jastrzębie. Sezon rozpoczęto dwumeczem 11-12 października 1980.
W sezonie zwyciężyła Polonia Bytom, która uzyskała bezpośredni awans do I ligi 1981/1982. Ponadto, związku z decyzją PZHL z czerwca 1981 o powiększeniu składu uczestników ekstraklasy, awans uzyskały druga i trzecia drużyna w tabeli II ligi, GKS Katowice i Cracovia (pierwotnie zespół z Krakowa miał rywalizować w barażu o awans z ostatnią drużyną I ligi, Legią Warszawa, ale ponieważ warszawski klub rozwiązał sekcję hokeja na lodzie, Cracovia uzyskała awans bez rozgrywki).

## Wyniki
| - I dwumecz – 11-12.X.1980: - Stoczniowiec Gdańsk – Stal Sanok 12:3 (6:0, 4:1, 2:2), 9:1 (1:0, 2:1, 6:0) - Cracovia – GKS Katowice 1:7, 1:11 - Tarpan Poznań – Polonia Bytom 2:3, 3:7 - Stilon Gorzów – Unia Oświęcim 6:6, 2:6 - Pomorzanin Toruń – KTH Krynica 7:3, 4:6 - II dwumecz – 18-19.X.1980: - Stal Sanok – Cracovia 0:4 (0:2, 0:2, 0:0), 2:7 (1:2, 1:4, 0:1) - GKS Katowice – Tarpan Poznań 2:1, 8:0 - Unia Oświęcim – Stoczniowiec Gdańsk 4:2, 3:3 - Polonia Bytom – Pomorzanin Toruń 4:3, 8:0 - KTH Krynica – Stilon Gorzów 6:4, 3:4 - III dwumecz – 25-26.X.1980: - Tarpan Poznań – Stal Sanok 10:5, 4:3 - Polonia Bytom – GKS Katowice - Stilon Gorzów – Pomorzanin Toruń - Stoczniowiec Gdańsk – KTH Krynica 2:0, 4:4 - Unia Oświęcim – Cracovia 3:10, 7:5 - IV dwumecz – 08-09.XI.1980: - Stal Sanok – Polonia Bytom 2:6 (0:2, 1:1, 1:3), 2:10 (1:2, 1:3, 0:5) - Pomorzanin Toruń – GKS Katowice 6:3, 1:3 - Stilon Gorzów – Stoczniowiec Gdańsk 2:5, 2:1 - KTH Krynica – Cracovia 2:2, 6:4 - Unia Oświęcim – Tarpan Poznań 4:4, 3:1 - V dwumecz – 15-16.XI.1980: - GKS Katowice – Stal Sanok 7:1 (1:1, 2:0, 4:0), 11:2 (3:1, 4:0, 4:1) - Tarpan Poznań – KTH Krynica 2:2, 2:5 - Polonia Bytom – Unia Oświęcim 10:0, 10:2 - Cracovia – Stilon Gorzów 5:3, 4:3 - Stoczniowiec Gdańsk – Pomorzanin Toruń 8:2, 7:1 - VI dwumecz – 22-23.XI.1980: - Pomorzanin Toruń – Stal Sanok 5:4 (0:0, 2:1, 3:3), 6:3 (5:1, 0:1, 1:1) - Stoczniowiec Gdańsk – Cracovia 5:5, 3:3 - Unia Oświęcim – GKS Katowice 5:6, 3:4 - Stilon Gorzów – Tarpan Poznań 8:3, 4:2 - KTH Krynica – Polonia Bytom - VII dwumecz – 29-30.XI.1980: - Stal Sanok – Unia Oświęcim 5:2, 7:4 - Cracovia – Pomorzanin Toruń 5:3 (1:1, 2:2, 2:0), 5:4 (2:2, 0:2, 3:0) - GKS Katowice – KTH Krynica 2:2, 5:1 - Polonia Bytom – Stilon Gorzów - Tarpan Poznań – Stoczniowiec Gdańsk - VIII dwumecz – 06-07.XII.1980: - KTH Krynica – Stal Sanok 12:2 (3:0, 2:0, 7:2), 6:0 (5:0, 1:0, 0:0) - Stoczniowiec Gdańsk – Polonia Bytom 2:3, 2:2 - Stilon Gorzów – GKS Katowice 4:6, 1:2 - Pomorzanin Toruń – Unia Oświęcim 2:2, 12:3 - Cracovia – Tarpan Poznań 6:3, 9:4 - IX dwumecz – 13-14.XII.1980: - Stal Sanok – Stilon Gorzów 4:1 (2:0, 1:1, 1:0), 3:2 (1:1, 1:1, 1:0) - Polonia Bytom – Cracovia 7:5, 2:0 - Unia Oświęcim – KTH Krynica 3:4, 5:0 - Tarpan Poznań – Pomorzanin Toruń 3:4, 0:1 - GKS Katowice – Stoczniowiec Gdańsk 5:3, 3:1 |  | - I dwumecz – 10-11.I.1981: - Stal Sanok – Stoczniowiec Gdańsk 5:2 (0:0, 3:0, 2:2), 5:2 (1:1, 1:1, 3:0) - GKS Katowice – Cracovia 5:1, 2:2 - Polonia Bytom – Tarpan Poznań 2:2, 8:0 - Unia Oświęcim – Stilon Gorzów 11:5, 5:5 - KTH Krynica – Pomorzanin Toruń 3:3, 5:5 - II dwumecz – 17-18.I.1981: - Cracovia – Stal Sanok 9:5 (3:3, 0:2, 6:0), 12:6 (9:1, 2:3, 1:2) - Tarpan Poznań – GKS Katowice 2:3, 0:9 - Stoczniowiec Gdańsk – Unia Oświęcim 8:0, 9:0 - Pomorzanin Toruń – Polonia Bytom 6:4, 3:1 - Stilon Gorzów – KTH Krynica - III dwumecz – 24-25.I.1981: - Stal Sanok – Tarpan Poznań 5:5 (2:2, 2:1, 1:2), 4:2 (1:0, 2:1, 1:1) - GKS Katowice – Polonia Bytom 4:1, 5:2 - Pomorzanin Toruń – Stilon Gorzów 3:4, 3:7 - KTH Krynica – Stoczniowiec Gdańsk 3:3, 5:6 - Cracovia – Unia Oświęcim 14:3, 7:1 - IV dwumecz – 31.I.-01.II.1981: - Polonia Bytom – Stal Sanok 8:2 (2:0, 2:1, 4:1), 8:2 (6:0, 0:1, 2:1) - GKS Katowice – Pomorzanin Toruń 8:1, 8:3 - Stoczniowiec Gdańsk – Stilon Gorzów 4:3, 3:1 - Cracovia – KTH Krynica 6:1, 4:0 - Tarpan Poznań – Unia Oświęcim - V dwumecz – 07-08.II.1981: - Stal Sanok – GKS Katowice 2:1 (0:0, 0:1, 2:0), 0:6 - KTH Krynica – Tarpan Poznań 9:0, 3:9 - Unia Oświęcim – Polonia Bytom 2:4, 3:5 - Stilon Gorzów – Cracovia - Pomorzanin Toruń – Stoczniowiec Gdańsk 0:6, 3:2 - VI dwumecz – 21-22.II.1981: - Stal Sanok – Pomorzanin Toruń 8:2 (4:2, 1:0, 3:0), 4:3 (1:0, 1:3, 2:0) - Cracovia – Stoczniowiec Gdańsk 3:4, 3:1 - GKS Katowice – Unia Oświęcim 5:4, 11:2 - Tarpan Poznań – Stilon Gorzów 9:0, 3:4 - Polonia Bytom – KTH Krynica 3:1, 16:1 - VII dwumecz – 28.II.-01.III.1981: - Stal Sanok – Unia Oświęcim 6:1, 2:6 - Pomorzanin Toruń – Cracovia 10:4, 5:3 - KTH Krynica – GKS Katowice 4:3, 3:5 - Stilon Gorzów – Polonia Bytom 1:10, 2:6 - Stoczniowiec Gdańsk – Tarpan Poznań 4:2, 4:4 - VIII dwumecz – 07-08.III.1981: - Stal Sanok – KTH Krynica 6:5 (1:0, 3:1, 2:3), 2:5 (0:2, 0:2, 2:1) - Polonia Bytom – Stoczniowiec Gdańsk 6:1, 11:2 - GKS Katowice – Stilon Gorzów 4:1, 9:1 - Unia Oświęcim – Pomorzanin Toruń 2:4, 2:6 - Tarpan Poznań – Cracovia 5:4, 2:4 - IX dwumecz – 14-15.III.1981: - Stilon Gorzów – Stal Sanok 3:4 (0:1, 0:1, 3:2), 3:4 (1:2, 1:1, 1:1) - Cracovia – Polonia Bytom 1:2 (0:0, 1:0, 0:2), 1:10 (2:1, 5:0, 3:0) - KTH Krynica – Unia Oświęcim 11:0, 7:3 - Pomorzanin Toruń – Tarpan Poznań 8:3, 9:4 - Stoczniowiec Gdańsk – GKS Katowice 1:5, 2:5 |

### Tabela
| Lp. | Zespół                     | M  | Pkt | W  | R | P  | G + | G - | +/-  |
| --- | -------------------------- | -- | --- | -- | - | -- | --- | --- | ---- |
| 1   | Polonia Bytom              | 36 | 63  |    |   |    | 204 | 71  | +133 |
| 2   | GKS Katowice               | 36 | 61  |    |   |    | 186 | 72  | +114 |
| 3   | Cracovia                   | 36 | 40  |    |   |    | 169 | 142 | +27  |
| 4   | Stoczniowiec Gdańsk        | 36 | 39  |    |   |    | 144 | 110 | +34  |
| 5   | Pomorzanin Toruń           | 36 | 39  |    |   |    | 155 | 144 | +11  |
| 6   | KTH Krynica                | 36 | 29  |    |   |    | 137 | 141 | -4   |
| 7   | Stal Sanok                 | 36 | 29  | 14 | 1 | 21 | 180 | 202 | -82  |
| 8   | Stilon Gorzów Wielkopolski | 36 | 22  |    |   |    | 112 | 190 | -78  |
| 9   | Tarpan Poznań              | 36 | 19  |    |   |    | 110 | 167 | -57  |
| 10  | Unia Oświęcim              | 36 | 19  |    |   |    | 118 | 216 | -98  |

- = awans do I ligi